# 今宿駅
今宿駅（いまじゅくえき）は、福岡県福岡市西区今宿駅前一丁目にある、九州旅客鉄道（JR九州）筑肥線の駅である。駅番号はJK03。事務管コードは▲911834。

## 歴史
- 1925年（大正14年）4月15日：北九州鉄道が開設[2]。
- 1937年（昭和12年）10月1日：北九州鉄道が国有化され、鉄道省が所管[2]。
- 1943年（昭和18年）：ブロック造の駅舎に改築[3]
- 1975年（昭和50年）3月10日：貨物取扱廃止[2][4]。
- 1983年（昭和58年）3月22日：姪浜 - 唐津駅間が電化され、福岡市交通局空港線と相互乗入を開始。同時に福岡市内駅から外れる。
- 1984年（昭和59年）2月1日：荷物扱い廃止[2]。
- 1986年（昭和61年）：駅舎改築[5]。
- 1987年（昭和62年）4月1日：国鉄分割民営化に伴い、九州旅客鉄道（JR九州）の駅となる[2]。
- 1998年（平成10年）3月19日：19時11分ごろ、西唐津発福岡空港行き6両編成の普通列車が当駅に到着する直前に強風に煽られて先頭車1両が脱線し、6人が重軽傷を負う事故が発生[6][7][8]。原因は規制基準を超える警報が鳴動していたにもかかわらず輸送指令が無視して運行させ続けたためであり[9]、のちに当時の輸送指令員3名が略式起訴された[8]。
- 1999年（平成11年）12月18日：自動改札機を設置し、供用開始[10]。
- 2010年（平成22年）3月13日：ICカード「SUGOCA」の利用を開始[11]。
- 2014年（平成26年）3月20日：今宿駅長廃止。業務委託化。
- 2021年（令和3年）3月13日：ホームドアの使用を開始[12]。

## 駅構造
島式ホーム1面2線を有する地上駅。駅舎とホームは跨線橋で連絡している。木造駅舎を有する。
JR九州サービスサポートが受託する業務委託駅で、みどりの窓口がある。陣屋風の駅本屋には自動改札機が設置され、SUGOCAの使用が可能である。

### のりば
| のりば | 路線   | 方向 | 行先                 |
| ------ | ------ | ---- | -------------------- |
| 1      | 筑肥線 | 上り | 天神・博多・空港方面 |
| 2      | 筑肥線 | 下り | 西唐津方面           |

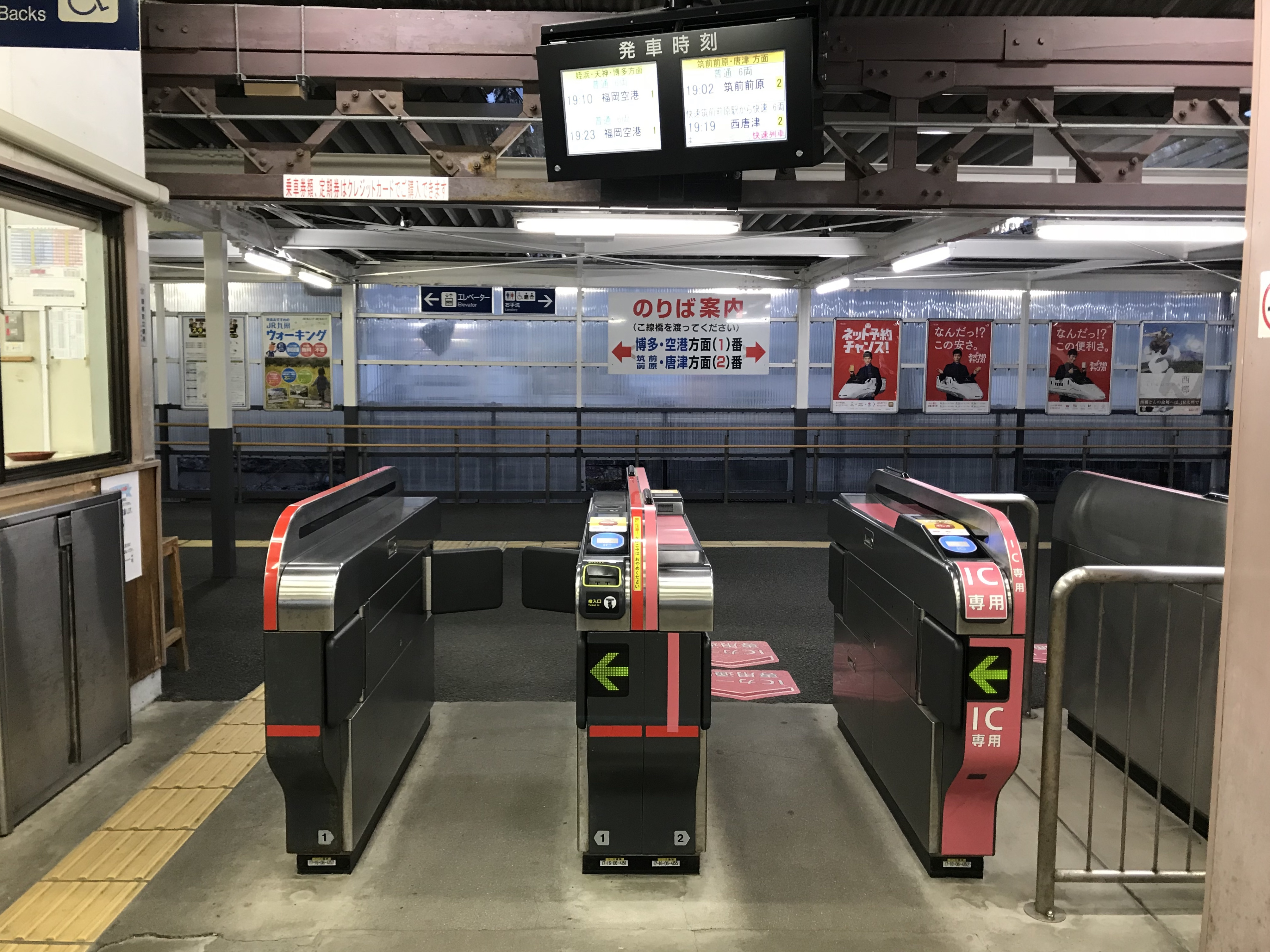
改札口（2018年4月）
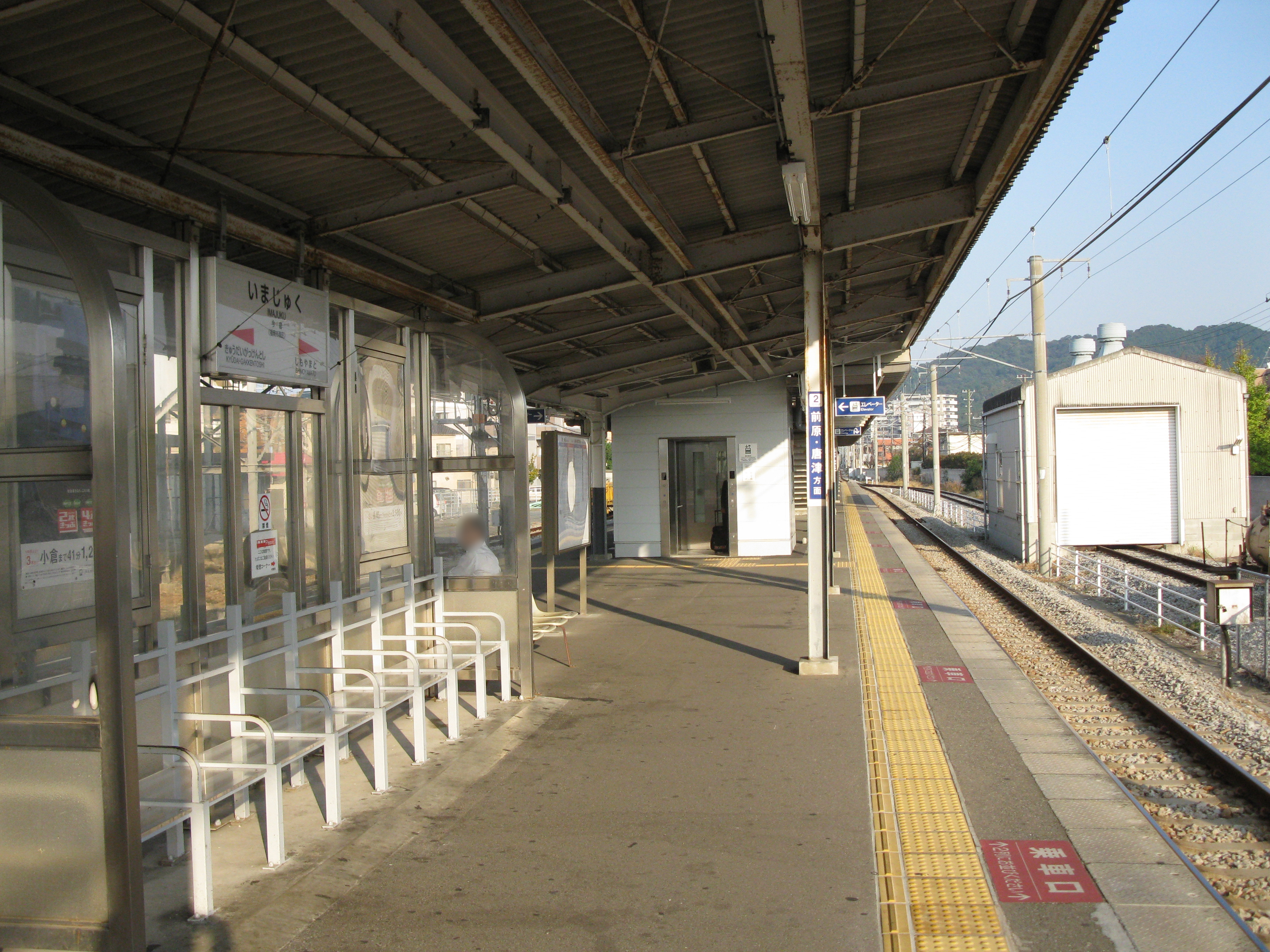
ホーム（2009年10月）

## 利用状況
2023年（令和5年）度の1日平均乗車人員は5,277人であり、JR九州の駅としては笹原駅に次いで第36位である。
JR九州及び糸島市統計白書によると、近年の1日平均乗車人員の推移は下記の通り。
| 年度   | 1日平均 乗車人員 | 出典   |
| ------ | ---------------- | ------ |
| 2005年 | 5,324            | [ 14 ] |
| 2006年 | 4,704            | [ 14 ] |
| 2007年 | 4,406            | [ 14 ] |
| 2008年 | 4,306            | [ 14 ] |
| 2009年 | 4,247            | [ 14 ] |
| 2010年 | 4,388            | [ 14 ] |
| 2011年 | 4,514            | [ 14 ] |
| 2012年 | 4,643            | [ 14 ] |
| 2013年 | 4,845            | [ 14 ] |
| 2014年 | 4,948            | [ 14 ] |
| 2015年 | 5,060            | [ 14 ] |
| 2016年 | 5,165            | [ 15 ] |
| 2017年 | 5,299            | [ 16 ] |
| 2018年 | 5,433            | [ 17 ] |
| 2019年 | 5,437            | [ 18 ] |
| 2020年 | 4,329            | [ 19 ] |
| 2021年 | 4,543            | [ 20 ] |
| 2022年 | 4,934            | [ 21 ] |
| 2023年 | 5,277            | [ 13 ] |

## 駅周辺
- 西警察署
- 福岡市立今宿小学校
- さいとみんなの家（認可保育所）
- 三菱電機 パワーデバイス製作所
- 福岡市農業協同組合（JA福岡市）今宿支店JA福岡市
- 福岡銀行今宿支店
- 西日本シティ銀行今宿支店
- 今宿郵便局（駅内にATMあり）
- フタバ図書今宿店
- 福岡前原有料道路 今宿IC
- ルミエール今宿店
- 出雲大社福岡分院

## バス路線
昭和自動車
- 西の浦線
  - 今宿駅前 - 今津 - 小田 - 宮の浦 - 西の浦(一部終着あり) - 二見ヶ浦 - 伊都営業所
  - 今宿駅前 - 九大学研都市駅

糸島市コミュニティバス「はまぼう号」（福岡昭和タクシーに運行委託）
- 前原今宿線
  - 今宿駅前 - 北原 - 周船寺 - 前原 - 糸島市役所前 - 前原駅北口

姪浜タクシー
- 今宿姪浜線「なぎさ号」
  - 今宿駅 - 青木 - 今宿野外活動センター
  - 今宿駅 - 生の松原 - 姪浜駅北口

## その他
福岡市内にあるが、福岡市内のJRの他駅とJR線のみでつながっていないため、JRの旅客営業規則における「福岡市内」の駅としては扱われない。なお、筑肥線が博多駅まであった時代には、当駅も「福岡市内」として扱われていた。かつては特定都区市内制度として扱われていたが、一部区間の廃止で飛び地の状態になり、除外された駅は現時点で筑肥線の姪浜・周船寺・当駅の3駅のみである。
かつては駅の北1.5kmの今津橋近くに福岡木材防腐工業の工場があり、駅から総延長2.0kmの貨物専用線が分岐していた。跡地のほとんどは歩道になっている。貨物取り扱いは1975年に廃止されたが、貨物線ホームの一部が現存する。
戦前から駅の裏手に三菱電機福岡工場（現・パワーデバイス製作所）があり、1974年（昭和49年）頃は約2,000人の工員が利用していた。また、今宿野外活動センターや老人センター福寿園などの公立レジャー施設の最寄駅であるほか、今津にある約300人の視覚障害者が職業訓練を行う国立視力障害者センターや今宿老人福祉センターなどからなる今宿福祉村の最寄駅で、駅員が視覚障害者の昇降や駅構内の通行を補助していた。

## 隣の駅
九州旅客鉄道（JR九州）
 筑肥線
■快速（土休日）
通過
■快速（平日）・■普通
下山門駅 (JK02) - 今宿駅 (JK03) - 九大学研都市駅 (JK04)